# Verbivka, Liuboml
Verbivka (în ucraineană Вербі́вка) este un sat în comuna Zabujjea din raionul Liuboml, regiunea Volînia, Ucraina.

## Demografie
Componența lingvistică a localității Verbivka
     Ucraineană (98,86%)
     Rusă (1,14%)
Conform recensământului din 2001, majoritatea populației localității Verbivka era vorbitoare de ucraineană (98,86%), existând în minoritate și vorbitori de rusă (1,14%).